# Конвой Хальмахера – Манокварі (27.02.44 – 29.02.44)
Конвой Хальмахера — Манокварі (27.02.44 — 29.02.44) — японський конвой часів Другої світової війни, проведення якого відбувалось у лютому 1944-го.
Вихідним пунктом конвою була затока Кау на острові Хальмахера (північна частина Молуккського архіпелагу), який відігравав важливу роль у постачанні японських сил на заході Нової Гвінеї. Загін, до складу якого увійшли транспорти «Сьохо-Мару» (Shoho Maru), «Акіура-Мару» та «Тойо-Мару», вийшов з порту 27 лютого 1944-го.
Опівдні 28 лютого з американського підводного човна USS Balao помітили дими конвою із трьох транспортів та якогось ескорту. Конвой перебував на відстані більш ніж пів сотні кілометрів і субмарина почала зближення, при цьому невдовзі занурилась, оскільки японський загін мав авіаційний супровід. За чотири години по тому з наближенням вечора USS Balao сплив та продовжив погоню у надводному положенні. Ще через сім з половиною годин (вже настало 29 лютого) субмарині вдалось зайняти позицію для залпу. Протягом двох хвилин човен дав залпи з носових та кормових торпедних апаратів — спершу з відстані 2,8 км по «Акіура-Мару», а потім з дистанції 2,5 км по ньому та «Сьохо-Мару» (на момент другого залпу з кормових апаратів силуети двох транспортів частково перекривались). «Акіура-Мару» після влучання 4 торпед загорілось, вибухнуло та затонуло, загинуло 65 членів екіпажу та 497 військовослужбовців. «Сьохо-Мару» також затонуло, загинуло 34 особи. Один з транспортів встиг відкрити вогонь зі встановленої на ньому 76-мм гармати, проте після ураження судна вона замовкла.
«Тойо-Мару» провело рятувальні роботи, після чого прибуло до Манокварі (північно-східний кут півострова Чендравасіх, де ще у квітні 1942-го японці створили свою базу).